# Priehyby
Priehyby (pol. Przehyby, 978 m – wyraźna przełęcz w bocznym grzbiecie Magury Orawskiej w Zewnętrznych Karpatach Zachodnich na Słowacji, oddzielająca główny grzbiet  tej grupy górskiej od szczytu Javorový vrch (1076 m), znajdującego się w bocznym grzbiecie. Północno-wschodnie stoki przełęczy opadają do doliny Stefanowskiego Potoku (Stefanovský potok), południowo-zachodnie do doliny potoku Ráztoka.
Rejon przełęczy i północno-zachodnie stoki, niemal do samego koryta potoku Ráztoka pokrywają wielkie hale. Dzięki temu przełęcz jest dobrym punktem widokowym, zwłaszcza na południową stronę. Przebiega przez nią szlak turystyczny.

## Turystyka
Twardoszyn – Javorový vrch – Priehyby – Pod Magurkou (skrzyżowanie ze szlakiem czerwonym na Magurkę)